# ديدييه تامايو
ديدييه تامايو (بالإسبانية: Didier Tamayo)‏ هو مبارز بالسيف كولومبي، ولد في 20 يوليو 1939.

## وصلات خارجية
- ديدييه تامايو على موقع أوليمبيديا (الإنجليزية)